# بوبي وايتهيد
بوبي وايتهيد (بالإنجليزية: Bobby Whitehead)‏ (22 سبتمبر 1936 في المملكة المتحدة - ) هو لاعب كرة قدم بريطاني في مركز الدفاع. لعب مع نيوكاسل يونايتد ونادي كامبريدج ستي ودارلينجتون إف سى.

## وصلات خارجية
- بوبي وايتهيد على موقع قاعدة بيانات كرة القدم.إي يو (الإنجليزية)